# Бої за Павлівку
Бої за Павлівку (також Оборона Павлівки) — серія боїв між ЗСУ і ЗС РФ в ході російсько-української війни, що розгорнулися навколо села Павлівка Волноваського району із жовтня 2022 року.

## Передумови
В ході російського вторгнення в Україну у 2022 році село знаходиться на активній лінії фронту та неодноразово переходило з рук в руки.

## Перебіг подій

### Жовтень
29 — жовтня 155-та морська піхотна бригада російської армії розпочала наступ за підтримки танків і артилерії, щоб взяти Павлівку, намагаючись взяти Вугледар і створити буферну зону для захисту важливого складу постачання у Волновасі від артилерійського вогню 152/155 мм. Однак російські війська зазнали значних втрат через жорсткий український опір і погану погоду. Водночас відбулося звернення 155-ї морської піхотної бригади до губернатора Олега Кожемяка, котрий всіляко підтримував відправлення бійців на фронт. В зверненні вказано, що бійців відправляли в не зрозумілі штурми і наступи, в результаті чого 155-та бригада морської піхоти втратила 300 людей за 4 дні.
15 листопада колоборант Олександр Ходаковський заявив, що російське військове керівництво намагається звинувачувати в невдалому наступі командира 40-ї окремої морської піхотної бригади Тихоокеанського флоту за те, що він неналежно підтримував 155-ту морську піхотну бригаду. Для підтримки та продовження наступу залучалися підрозділи 40-ї окремої морської піхотної бригади. Це свідчить про високі втрати російських збройних сил і невдачу поразки.
Наразі за Павлівку ведуться важкі бої, але присутність обох сторін мінімальна через сильний артилерійський обстріл.

## Втрати
За чотири дні з 29.10.2022 року в ході боїв за село російська 155-та бригада морської піхоти втратила щонайменш половину всієї техніки та 300 осіб.

## Аналіз
27 листопада Міністерство оборони Великої Британії заявило, що і Російська Федерація, і Україна мають значні сили, спрямовані в цей сектор, причому російська морська піхота зазнала великих втрат. Міністерство оборони Великої Британії стверджувало, що ця територія залишалася серйозною, ймовірно, частково тому, що Російська Федерація вважає, що ця територія потенційно може стати відправною точкою для майбутнього великого наступу на північ, щоб окупувати Донецьку область. Однак у Міноборони вважають, що Російська Федерація навряд чи зможе сконцентрувати достатньо якісних сил для досягнення оперативного прориву.